# Zentralasiatische Ratte
Die Zentralasiatische Ratte oder Nepalratte (Rattus pyctoris) ist eine Säugetierart aus der Gattung der Ratten innerhalb der Nagetiere (Rodentia). Sie ist über weite Teile der Hochlandgebiete Zentralasiens verbreitet.

## Merkmale
Die Zentralasiatische Ratte ist eine kleine bis mittelgroße Ratte mit einer Kopf-Rumpf-Länge von 14 bis 21,5 Zentimeter und einer Schwanzlänge von 13,5 bis 21,3 Zentimeter. Dadurch entspricht die Länge des Schwanzes etwa der restlichen Körperlänge oder ist sogar etwas länger. Das Gewicht beträgt 100 bis 200 Gramm. Die Hinterfüße erreichen eine Länge von 31 bis 38 Millimeter, die Ohren eine Länge von 19 bis 25 Millimeter.
Das Fell ist kurz und struppig. Die Rückenfarbe ist mattgrau und die Körperseiten etwas heller, wobei der Übergang deutlich abgegrenzt ist. Die Bauchseite ist gelblich-weiß bis weiß. Die Bauchhaare sind entsprechend gelblich-weiß, jedoch gibt es vor allem im Bereich der Brust und der Kehle Stellen mit grauen Haaransätzen. Der Schwanz ist oberseits dunkelbraun und vor allem an der Unterseite des Schwanzansatzes etwas heller braun. Die Füße sind auf der Oberseite neblig-weiß, allerdings ohne den Perlglanz der Füße der Wanderratte (Rattus norvegicus) und der Himalajaratte (Rattus nitidus).

## Verbreitung
Das Verbreitungsgebiet der Zentralasiatischen Ratte reicht von den chinesischen Provinzen Yunnan, Sichuan und Guangdong in das nördliche Myanmar, Bhutan, Nepal, Indien, Pakistan, Bangladesch, den Norden von Tadschikistan, das östliche Usbekistan, Kirgisistan, den Südosten Kasachstans, den Norden und Osten von Afghanistan bis in den östlichen und zentralen Bereich des Iran.
Die Höhenverbreitung liegt dabei zwischen 1.200 und 4.250 Metern.

## Lebensweise
Die Zentralasiatische Ratte ist eine Art, die speziell an Bergregionen angepasst ist. Sie lebt in steinigen Gegenden, jedoch auch im Kulturland und häufig in der Nähe von Siedlungen.

## Systematik

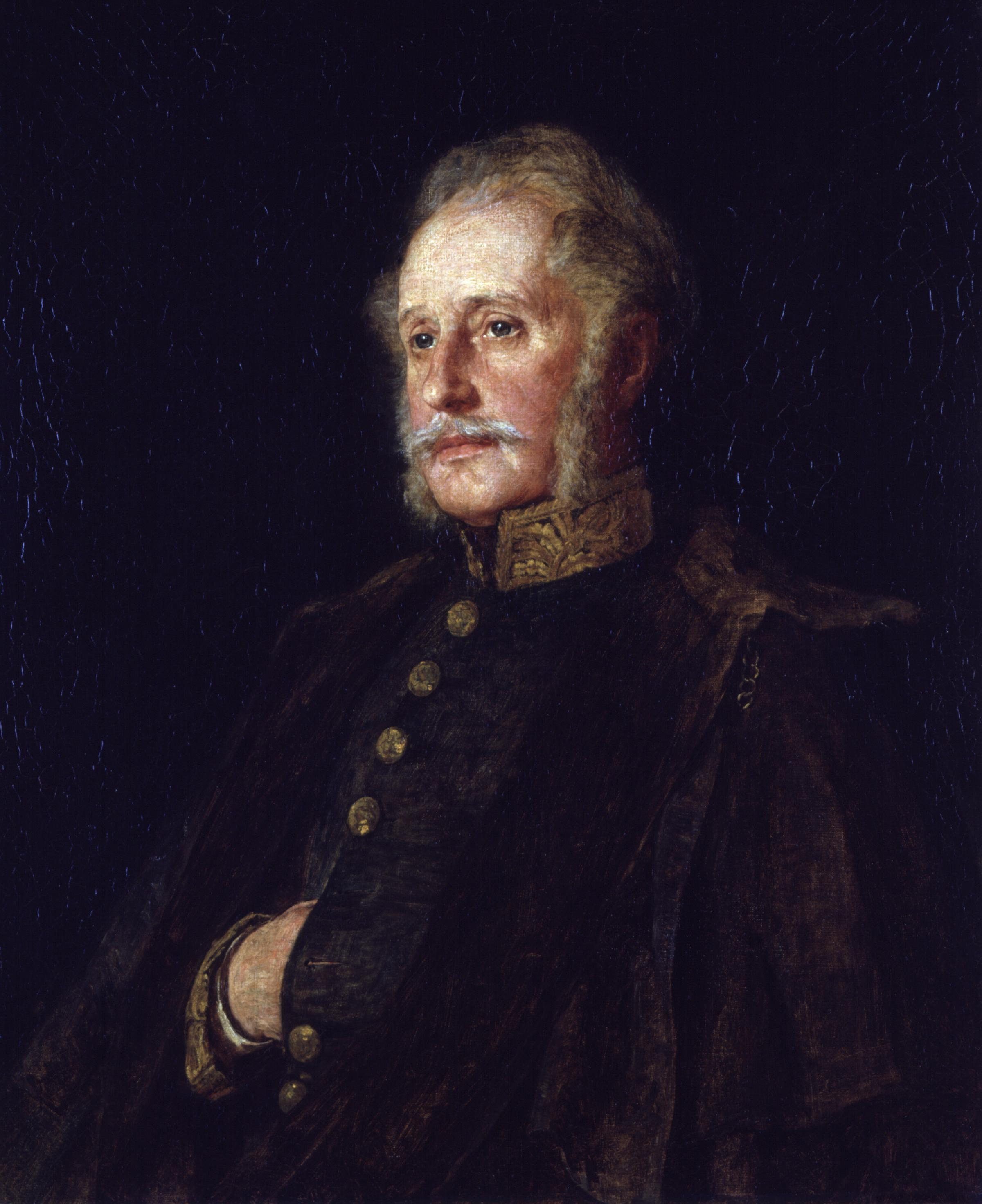
Brian Houghton Hodgson ist Erstbeschreiber der Art.

Die Zentralasiatische Ratte wird als eigenständige Art innerhalb der Ratten (Gattung Rattus) und dort gemeinsam mit der Wanderratte (Rattus norvegicus) und der Himalajaratte (Rattus nitidus) in die norvegicus-Gruppe eingeordnet. Die wissenschaftliche Erstbeschreibung stammt von Brian Houghton Hodgson aus dem Jahr 1845 als Mus ? pyctoris aus dem zentralen Nepal. Historisch wurde sie sowohl der Hausratte (Rattus rattus) wie auch der Himalajaratte zugeordnet. Synonyme für die Art sind Rattus rattoides Hodgson, 1845 und Rattus turkestanicus Satunin, 1903, die jedoch als ungültig betrachtet werden.
Innerhalb der Art werden neben der Nominatform keine Unterarten unterschieden, allerdings gibt es im westlichen Teil des Verbreitungsgebietes zwei unterschiedliche Morphen, für deren Status Forschungsbedarf besteht.

## Gefährdung und Schutz
Die Art wird von der International Union for Conservation of Nature and Natural Resources (IUCN) aufgrund des großen Verbreitungsgebiets und der vermutlich großen Population als nicht gefährdet („least concern“) eingestuft. Bedrohungen für die Bestände sind nicht bekannt und sie kommt in mehreren geschützten Gebieten vor.

## Belege
1. 1 2 3 4  Himalayan Rat – Rattus pyctoris. In: Don E. Wilson, T.E. Lacher, Jr., Russell A. Mittermeier (Hrsg.): Handbook of the Mammals of the World. Band 7: Rodents 2. Lynx Edicions, Barcelona 2017, ISBN 978-84-16728-04-6, S. 832.
2. 1 2  Himalayan Rat. In: Andrew T. Smith, Yan Xie: A Guide to the Mammals of China. 2008, S. 272.
3. 1 2 3 4  Rattus pyctoris in der Roten Liste gefährdeter Arten der IUCN 2024. Eingestellt von: Andrew T. Smith, C.H. Johnston, 2016. Abgerufen am 24. Juli 2024.
4. 1 2  Rattus pyctoris. In: Don E. Wilson, DeeAnn M. Reeder (Hrsg.): Mammal Species of the World. A taxonomic and geographic Reference. 2 Bände. 3. Auflage. Johns Hopkins University Press, Baltimore MD 2005, ISBN 0-8018-8221-4.